# 1915 au Manitoba
Chronologie du Manitoba
- 1911
- 1912
- 1913
- 1914
- 1915
- 1916
- 1917
- 1918
- 1919

Cette page concerne des événements d'actualité qui se sont produits durant l'année 1915 dans la province canadienne du Manitoba.

## Politique
- Premier ministre : Rodmond Palen Roblin puis Tobias Crawford Norris
- Chef de l'Opposition :
- Lieutenant-gouverneur : Douglas Colin Cameron
- Législature :

## Naissances
- 15 janvier : Leo Mol (Leonid Molodozhanyn), né en Pologne, près de Chepetivka (actuelle Ukraine), mort le 4 juillet 2009) était un artiste et sculpteur ukrainien et canadien (Ordre du Manitoba).

- 28 mai : Frank Pickersgill né à Winnipeg, mort le 10 septembre 1944) fut un agent secret canadien du Special Operations Executive pendant la Seconde Guerre mondiale. Envoyé en France en tant que chef du réseau ARCHDEACON en compagnie de son opérateur radio, John Macalister, il fut arrêté rapidement, déporté et exécuté par les Allemands.

- 3 août : John Wilfrid « Johnny » Loaring (né à Winnipeg et mort le 21 novembre 1969 à Windsor) est un athlète canadien spécialiste du 400 mètres haies.